# Marian Fikus
Marian Fikus (ur. 16 października 1938 w Kobiórze) – polski architekt, urbanista, planista, doktor habilitowany nauk technicznych, profesor Politechniki Poznańskiej. Laureat Honorowej Nagrody SARP w 2008 r. Zdobywca przeszło 100 nagród i wyróżnień w konkursach urbanistycznych i architektonicznych, w tym 5 nagród w konkursach międzynarodowych.
W 1968 r. wraz z Jerzym Gurawskim założył biuro projektowe, a w 1988 r. zaczął prowadzić w Poznaniu z Elżbietą Kosińską Studio Fikus. W swoim dorobku ma m.in. projekty zagospodarowania przestrzennego centrów miast: Wrocławia, Głogowa, Włocławka czy Płocka oraz dzielnic mieszkaniowych w Bydgoszczy i Poznaniu. Autor Centrum Wykładowego Politechniki Poznańskiej i Kompleksu Nauk Biologicznych Uniwersytetu Jagiellońskiego.

## Życiorys

### Początek i sukces w São Paulo
Ukończył Liceum Plastyczne we Wrocławiu, po czym zdecydował się na studia na Wydziale Architektury Politechniki Wrocławskiej. Ukończył je w 1963 r. na podstawie pracy magisterskiej „Teatr Pantomimy” opracowanej pod kierunkiem prof. Juliana Duchowicza. W październiku 1963 r. jego projekt dyplomowy wziął udział w Biennale Sztuki Nowoczesnej w São Paulo, gdzie zdobył I nagrodę w otwartym konkursie architektury teatralnej, ocenianym przez architektów światowej sławy, jak Oscar Niemeyer i Kenzo Tange. Polska zaproszona była wówczas po raz pierwszy w historii imprezy artystycznej, której VII edycja odbyła się w obsadzie 54 krajów.

To był przypadek, że mój studencki projekt tam wysłano razem z plakatem świetnego grafika Henryka Tomaszewskiego i pantomimą reżysera H. Tomaszewskiego. Na wrocławską uczelnię, którą kończyłem, dotarło zawiadomienie, że na biennale jest konkurs studencki i wytypowano mój projekt jako najlepszą pracę roku. Kiedy zawiozłem go do Ministerstwa Kultury w Warszawie, okazało się, że wskutek błędnego tłumaczenia nie zauważono, że konkurs dotyczył architektury przemysłowej. – Coś ty przywiózł?! – zdziwili się w Warszawie. Ale uznali, że warto wystawić moją pracę w otwartym konkursie architektury teatralnej w São Paulo.

### Współpraca z Jerzym Gurawskim

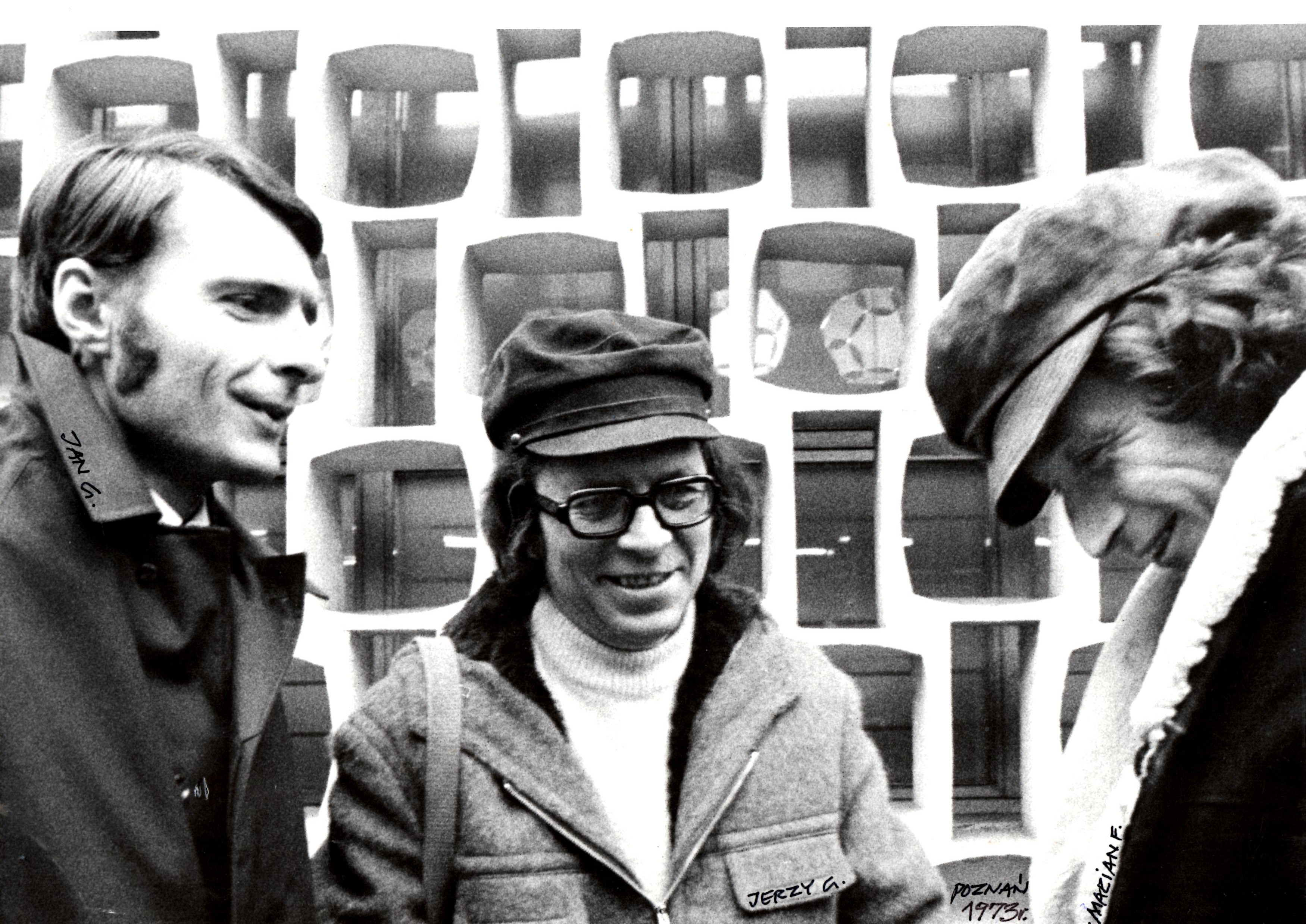
Marian Fikus (z prawej) wraz z Janem Godlewskim i Jerzym Gurawskim (1973)

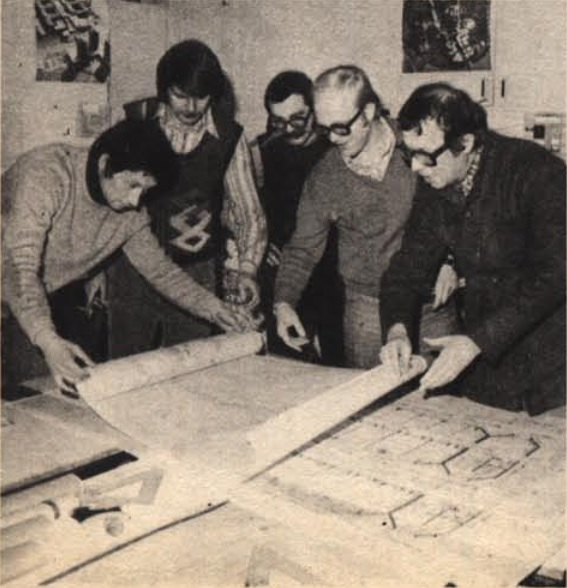
Marian Fikus (z lewej) wraz ze swoim zespołem. Pierwszy z prawej – Jerzy Gurawski

W latach 1963–1975 pracował w Opolu: najpierw w Miejskiej Pracowni Urbanistycznej, a następnie w „Miastoprojekcie”. W 1968 roku założył z Jerzym Gurawskim biuro architektoniczne, w skład którego wchodził również Jan Godlewski (do 1976). Ich pierwszym wspólnym opracowaniem był konkurs z 1969 r. na Centrum Zespołu Miast Przemysłowych Kędzierzyn-Koźle-Kłodnica, w którym zgłosili 3 projekty – nagrodzone I i II nagrodą oraz wyróżnieniem. Pierwszy z nich prowadził Fikus, drugi Gurawski, a ostatni wykonany został wspólnie (wyróżnienie).
W latach 1969–1983 z zespołem Fikus-Godlewski-Gurawski, a później Fikus-Gurawski Marian Fikus zdobył wiele nagród w konkursach międzynarodowych. Wówczas jego biuro przegrało tylko 2 konfrontacje: na Centrum Kultury w Paryżu – wygrane przez Renzo Piano i Richarda Rogersa oraz na Centrum Kultury Islamu w Madrycie – wygrane przez Jana Czarnego z Katowic.
W 1974 r. Fikus wraz z zespołem wygrał konkurs na kampus Uniwersytetu Adama Mickiewicza na poznańskim Morasku. Wzorował się na angielskich uniwersytetach i zaprojektował budynki niskie, segmentowe, z możliwością rozbudowy rozłożonej w czasie. Okazało się to bardzo ważne, gdyż w latach 70. wznoszono uniwersytety w duchu socrealizmu jako wieżowce. Wówczas władze Poznania wraz z miejskim architektem Jerzym Buszkiewiczem zaproponowały im pracę w pracowni Uniwersytetu Adama Mickiewicza, zorganizowanej przy „Miastoprojekcie” Poznań. Od tej pory architekt na stałe związał się ze stolicą Wielkopolski.
W pracowni tej wraz z Jerzym Gurawskim projektowanie rozpoczął od Wydziału Fizyki UAM-u na Morasku, wybudowanego w latach 1976–1990 w ramach I etapu realizacji całego kampusu. W tym czasie zrealizowanych zostały wiele projektów, w tym: osiedli mieszkaniowych, obiektów sakralnych. Za kościół w Lesznie wraz z Gurawskim otrzymali Nagrodę Roku SARP 1988, a w grudniu 2007 nagrodę im. Świętego Brata Alberta, dołączając do grona wcześniej nagrodzonych, m.in. Matki Teresy z Kalkuty, Lecha Wałęsy czy Wojciecha Kilara.

### Studio Fikus
W 1988 r. Jerzy Gurawski i Marian Fikus zdecydowali się na indywidualną działalność projektową, organizując własne pracownie. Fikus wraz z żoną Elżbietą Kosińską-Fikus założyli wówczas biuro architektoniczne „Studio Fikus”, które pierwotnie nosiło nazwę „eMeF:. W 1998 r. uzyskał I nagrodę w konkursie międzynarodowym na Kampus 600-lecia Odnowienia Uniwersytetu Jagiellońskiego, wpisując się w projekt urbanistyczny wyznaczony już wcześniej przez architekta krajobrazu Aleksandra Bőhma. Ramiona kampusu – skierowane na Wawel i kościół Kamedułów – objęły panoramę doliny Wisły i kopca Kościuszki.
Do jego najważniejszych realizacji należą: Osiedle Różany Potok w Poznaniu, Kampus 600-lecia Uniwersytetu Jagiellońskiego, Centrum Wykładowo-Konferencyjne i Biblioteka Politechniki Poznańskiej, Centrum Internetu Optycznego, kościoły w Poznaniu, Bydgoszczy, Turku i Świebodzinie, liczne plany miejscowe.
13 grudnia 2008 r. w Pawilonie Wystawowym SARP w Warszawie odbyła się uroczystość wręczenia Honorowej Nagrody SARP 2008, którą otrzymał Marian Fikus. Uroczystość zbiegła się z 45-leciem pracy zawodowej architekta oraz 70-leciem jego urodzin. Wyróżnienie przyznano za wybitne zasługi dla architektury polskiej w dziedzinie twórczości architektonicznej, wielki wkład w proces kształcenia architektów i aktywność w pracy stowarzyszeniowej.

## Działalność publiczna
Członek SARP od 1964 r.; członek Prezydium Zarządu (1966-1969), wiceprezes ds. twórczości (1969-1972), a następnie prezes Oddziału SARP – Opole (1972-1974) oraz wiceprezes ds. twórczości (1975-1978) i prezes Oddziału SARP – Poznań (1978-1987).
Od 1993 r. w Polskiej Akademii Nauk, w komisji Urbanistyki i Planowania Przestrzennego PAN O/Poznań, od 1998 w Prezydium Komitetu Architektury i Urbanistyki PAN, członek warszawskiej Gminnej Komisji Urbanistyczno-Architektonicznej (1990-2005), Wojewódzkiej Komisji Urbanistyczno-Architektonicznej (od 1985), poznańskiej Miejskiej Komisji Urbanistyczno-Architektonicznej (od 1990). Członek i okręgowy Rzecznik Odpowiedzialności Zawodowej Izby Architektów RP.

## Działalność dydaktyczna i naukowa
W 1991 r. na Wydziale Budownictwa Lądowego Politechniki Poznańskiej uzyskał stopień doktora nauk technicznych w zakresie architektury i urbanistyki o specjalności: planowanie przestrzenne, na podstawie pracy pt. Elementy zagospodarowania przestrzennego w autorskich zapisach graficznych. 28 czerwca 1993 r. Wydział Architektury Politechniki Wrocławskiej nadał mu stopień doktora habilitowanego nauk technicznych w zakresie architektury i urbanistyki o specjalności: architektura i urbanistyka, po odbytym kolokwium habilitacyjnym na podstawie rozprawy pt. Cechy procesu projektowego w działalności twórczej i realizacyjnej. Powiązanie praktyki architektonicznej z teorią i dydaktyką.
W latach 1988–2003 był pracownikiem Wydziału Architektury Politechniki Poznańskiej. W latach 1988–2009 kierował Katedrą Architektury Usługowej i Mieszkaniowej WA PP. W 1995 r. otrzymał stanowisko profesora nadzwyczajnego Politechniki Poznańskiej. Promotor co najmniej 350 prac magisterskich i 4 prac doktorskich.
W 2011 został członkiem czynnym Polskiej Akademii Umiejętności.

## Styl i metody projektowania
Jak sam określił Marian Fikus, jego działalność projektowa obejmuje tzw. architekturę duchową. W niej wyspecjalizował się w miasteczkach uniwersyteckich i kościołach. W strzelistości jego świątyniach, zaprojektowanych wraz z Jerzym Gurawskim widoczny jest wpływ gotyku, np. Kościół Najświętszej Maryi Panny Królowej Polski w Głogowie, a także Kościół św. Antoniego w Lesznie. Fikus podkreśla jednak, że współczesne technologie o większych możliwościach nie są w stanie oddać tak duchowości jak gotyckie katedry.

## Realizacje

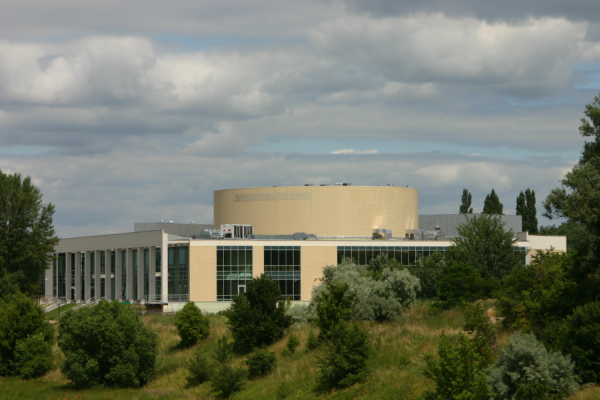
Centrum Wykładowe i Biblioteka PP

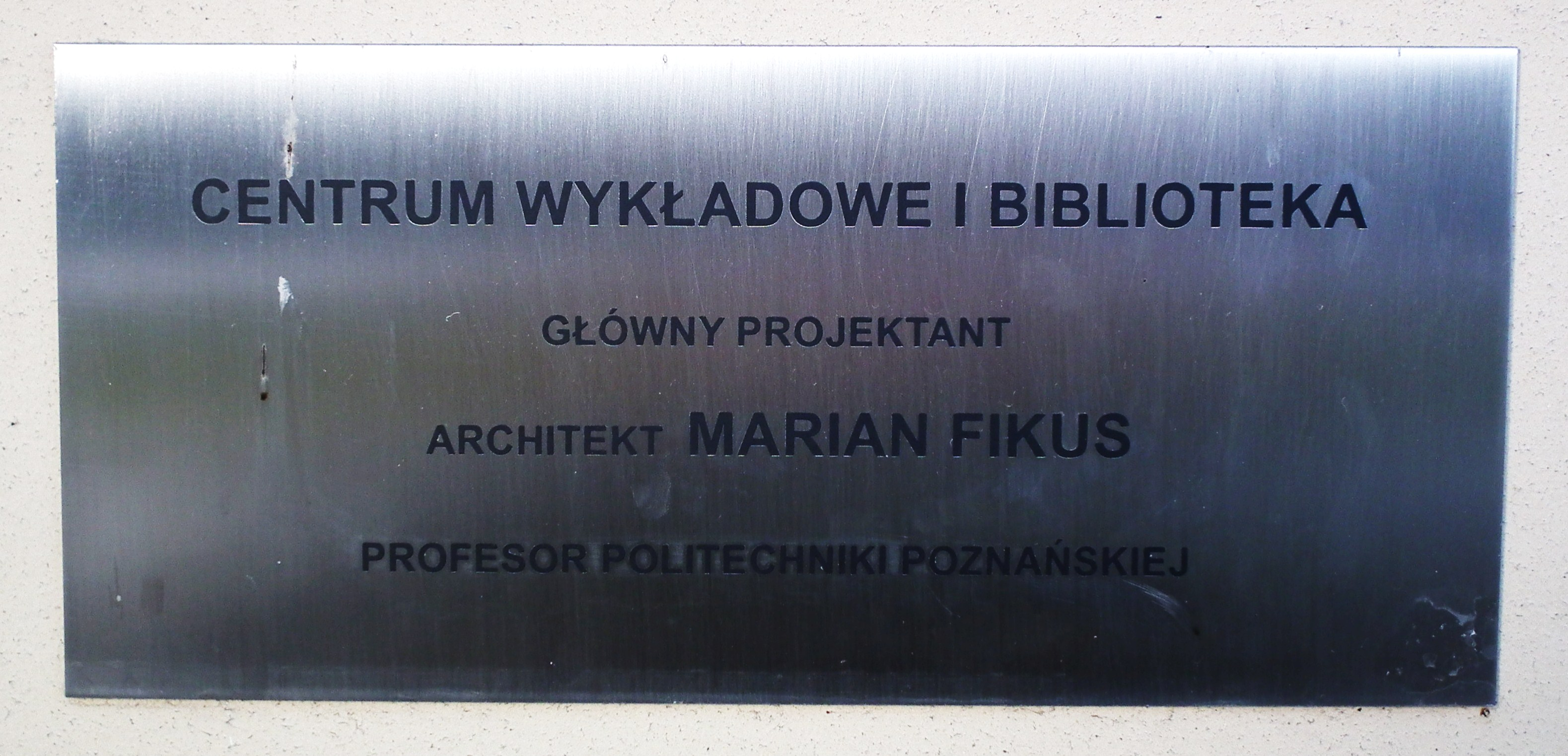
Tablica pamiątkowa

- projekty zagospodarowania przestrzennego centrów miast:
  - Wrocławia[14]
  - Głogowa[14]
  - Włocławka[14]
  - Płocka[14]
- projekty zagospodarowania przestrzennego dzielnic mieszkaniowych:
  - Bydgoszczy[14]
  - Poznania[a][14][15][16]
- kampus UAM na Morasku[b] (z Jerzym Gurawskim i Janem Godlewskim, 1974)[1][17][18]
- Europejski Uniwersytet Viadrina we Frankfurcie nad Odrą[1]
- Centrum Wykładowe i Biblioteka Politechniki Poznańskiej[c][1][14][19]
- Kompleks Nauk Biologicznych Uniwersytetu Jagiellońskiego[1][14]
- Kościół Świętych Aniołów Stróżów w Poznaniu[20]
- Kościół św. Barbary w Turku[21]
- Kościół św. Antoniego w Lesznie
- Centrum Badawcze Polskiego Internetu Optycznego

Zaprojektował, wraz z J. Gurawskim i M. Ankiersztajnem, niezrealizowany przystanek PST Sołacz (al. Wielkopolska) nawiązujący do architektury Sołacza.

## Nagrody w konkursach architektonicznych w zespole autorskim F-G
Na przełomie lat 1968–1969 tworzył wspólnie z architektem Jerzym Gurawskim zespół autorski, w którym opracowywał na zasadzie pełnej równorzędności i współautorstwa projekty konkursowe, projekty zlecone w ramach biur, inwestorów prywatnych itp. Współpraca ta dała następujące efekty w konkursach.
- 1969 – Centrum Kędzierzyna – I nagroda, II nagroda, I wyróżnienie
- 1969 – Centrum Dzierżoniowa – I nagroda
- 1970 – Centrum Głogowa – I nagroda
- 1970 – Centrum Włocławka – I nagroda
- 1971 – Centrum Wrocławia /dworzec ul. Świerczewskiego – II nagroda
- 1971 – Centrum Białej Podlaskiej – I nagroda, I wyróżnienie
- 1971 – Dzielnica Mieszkaniowa Fordon – Brdyujścia – III nagroda
- 1971 – Centrum Tarnobrzega – I nagroda
- 1972 – Śródmieście Bytomia – wyróżnienie
- 1972 – Plac Niepodległości w Łodzi – I nagroda
- 1972 – Centrum GOP – III nagroda
- 1973 – Dzielnica Uzdrowiskowo–Wczasowa wraz z dzielnicą mieszkaniową Kołobrzegu – I nagroda
- 1973 – Dzielnica mieszkaniowa „Piątkowo” w Poznaniu – II nagroda
- 1973 – Śródmieście Rzeszowa – I wyróżnienie
- 1974 – Uniwersytet Adama Mickiewicza w Poznaniu – I nagroda
- 1975 – Centrum Uzdrowiskowo-Wczasowe w Wysokiej – I nagroda
- 1975 – Wydział Architektury w Poznaniu – II nagroda
- 1976 – Śródmieście Płocka – II nagroda
- 1977 – Centrum „Zachód” Katowice – premia
- 1977 – Zespół Dworców PKP-PKS w Legnicy – II nagroda
- 1977 – Zespół Szkół Artystycznych w Poznaniu – wyróżnienie
- 1977 – Dzielnica Mieszkaniowa „Morasko” w Poznaniu – I wyróżnienie
- 1978 – Centrum Gorzowa – I nagroda
- 1978 – Dzielnica Uzdrowiskowa w Łagowie – III nagroda
- 1978 – Przebudowa Wieży Zamkowej w Poznaniu na Muzeum Architektury – wyróżnienie
- 1978 – Wieś Czeszewo z Ośrodkiem rekreacyjnym – I nagroda
- 1979 – Centrum Kozienic – I wyróżnienie
- 1979 – Centrum Żar – I nagroda
- 1979 – Dzielnica Mieszkaniowa „Międzylesie” w Koninie – I nagroda
- 1980 – Śródmieście Będzina – III nagroda
- 1980 – Osiedle Domków jednorodzinnych w Mosinie – II nagroda
- 1981 – Śródmieście Wołomina – I nagroda
- 1981 – Rozbudowa Ostrowa Wielkopolskiego – wyróżnienie specjalne

## Ordery i odznaczenia
Odznaczenia SARP:
- Brązowa Odznaka SARP – 1969
- Srebrna Odznaka SARP – 1972
- Złota Odznaka SARP – 1978

Odznaczenia państwowe:
- Brązowy Krzyż Zasługi – 1974
- Krzyż Kawalerski Orderu Polonia Restituta – 1986

## Nagrody
- 1963: Złoty medal w dziale: architektura teatru na VII Biennale Sztuki Współczesnej w São Paulo
- 1987: Nagroda za wybitne dzieło architektury
- 1999: Nagroda Rektora Politechniki Poznańskiej za najlepsze opracowanie koncepcji urbanistyczno-architektonicznej BiCW PP
- 2000: Medal Ministra Edukacji Narodowej za osiągnięcia dydaktyczne
- 2003: Nagroda roku 2002 – WBMiB oraz ZDBIWG UJ SARP
- 2003: Nagroda Ministra Infrastruktury II stopnia za zrealizowany projekt budynków WBMiB oraz ZDBiWG UJ
- 2003: Nagroda Minister Infrastruktury za wybitne osiągnięcia twórcze
- 2005: Nagroda Jana Baptysty Quadro za najlepszy obiekt architektoniczny zrealizowany w 2004 – CW PP
- 2005: Nagroda Ministra Transportu i Budownictwa I stopnia – CW PP
- 2007: Nagroda im. św. Brata Alberta za architekturę i sztukę sakralną
- 2009: Honorowa Nagroda SARP za wybitne zasługi dla architektury polskiej
- 2009: Złota Odznaka Izby Architektów RP
- 2010: Honorowa Odznaka Izby Architektów II stopnia

## Publikacje
- Marian Fikus, Przestrzeń w autorskich zapisach graficznych, Poznań: Politechnika Poznańska IAiPP, 1991, s. 151.
- Marian Fikus, Cechy procesu projektowego w działalności twórczej i realizacyjnej. Powiązanie praktyki architektonicznej z teorią i dydaktyką, t. Rozprawy. Nr 267, Poznań: Politechnika Poznańska, 1992, s. 153, ISSN 0551-6528.
- Marian Fikus: Przestrzeń w zapisach architekta. Poznań-Kraków: Wydział Architektury PP, 1999. ISBN 83-87219-17-7. Brak numerów stron w książce
- Marian Fikus: Moje zauroczenia. Siedem cudów architektury świata XX wieku. Poznań: Wydawnictwo Rast, 1999. ISBN 83-911315-9-9. Brak numerów stron w książce
- Marian Fikus: Twórczość. Poznań: SARP - Oddział Poznań, 2008. ISBN 83-88947-88-5. Brak numerów stron w książce